# Nasreen Mohamedi
Nasreen Mohamedi, född 1937 i Karachi, Indien, avled 1990 i Kihim, var en indisk abstrakt konstnär.  
Mohamedi räknas till en av Indiens mest uppmärksammade abstrakta konstnärer. Hon arbetade främst med teckning och fotografi men även måleri och broderi i sitt skapande av geometriska och linjebaserade verk.
Hon föddes i dåvarande Karachi, Indien som idag är Pakistan. Sin konstnärliga utbildning genomförde hon 1954-1957 på St.Martins School of Art i London och 1961-1963 på Monsieur Guillard’s Atelier i Paris. Sin första separatutställning hade hon 1961 på Gallery 59 i Bombay och under perioden 1972-1988 undervisade hon på Faculty of Arts, M.S.University, Baroda i Indien.
Hon avled 1990 i sviterna av Parkinson.